# Dirk Meinzer

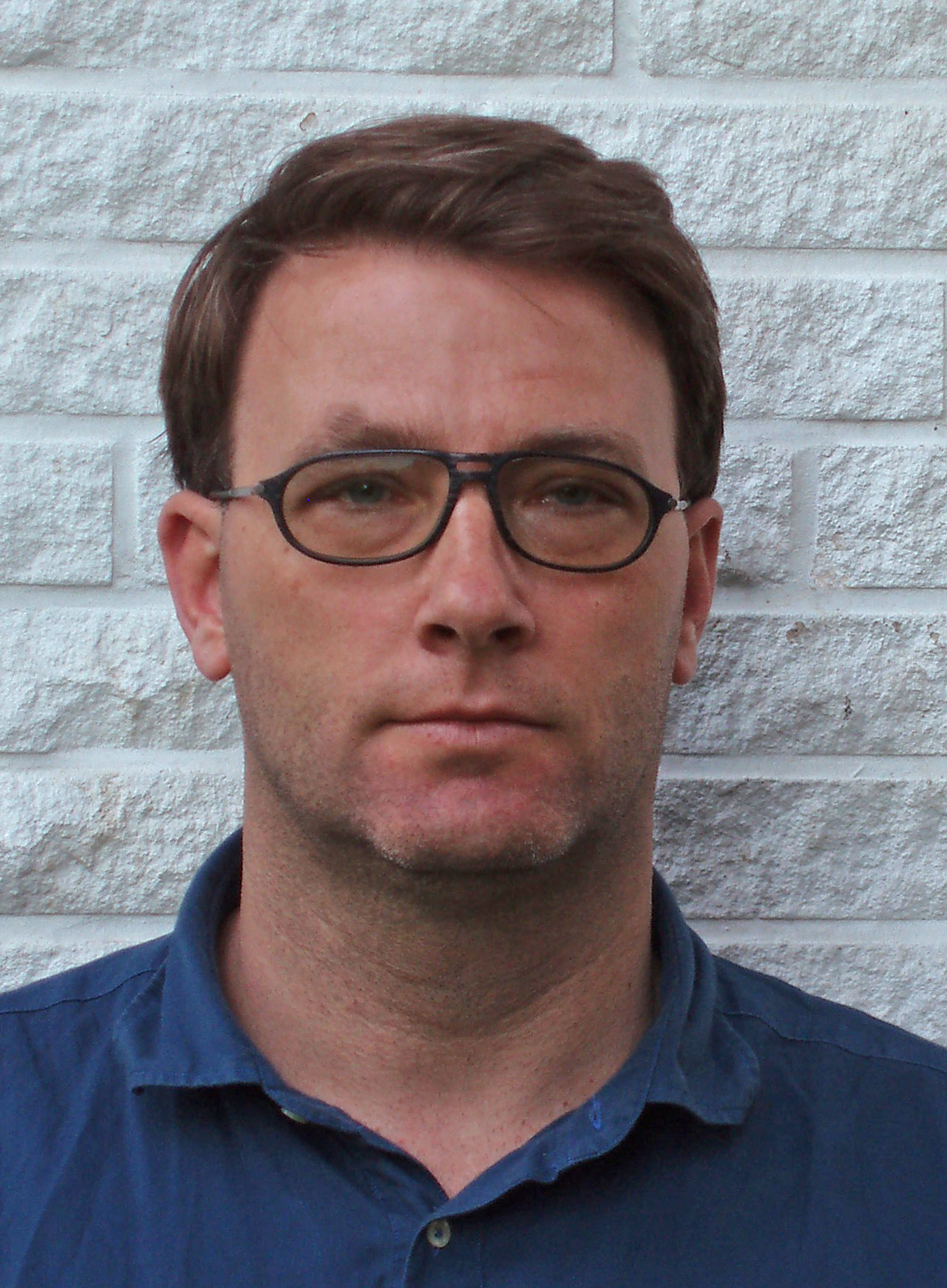
Dirk Meinzer (2016)

Dirk Meinzer (* 1972 in Karlsruhe) ist ein deutscher Künstler.

## Leben und Werk
Nach einem Studium der Betriebswirtschaft von 1995 bis 1996 an der FHTW Berlin und der Philosophie von 1996 bis 1997 an der Humboldt-Universität zu Berlin begann er ein Kunststudium an der Hochschule für bildende Künste Hamburg im Jahr 1997. Er studierte bei Claus Böhmler und beendete sein Studium im Jahr 2004. Danach ging er sieben Monate nach Tansania, wo er sich im Flussmündungsdelta des Rufiji eine eigene Hütte aus Kokosnussblattflechtwerk baute und nach Dugongs Ausschau hielt. Die Auseinandersetzung mit der Fremde beeinflusste sein Werk erheblich.
Dirk Meinzer hat 2014 begonnen sein heterogenes Werk, das bis dahin in verschiedenste Familien untergeordnet wurde, zu vereinen in seiner bisher letzten Werkgruppe, den Nocturne. Nachts nachleuchtenden Malereien, auf denen teilweise Bienenflügel wie Blumenblüten ihre Leuchtkraft entfalten. Dabei kommen phosphoreszierende Gesteinsmehle zum Einsatz die tagsüber eine fade Farbgebung zeigen, während sie im Dunkeln ihre Energie in Form von Strahlung, einem Nachleuchten, in allen Grundfarben abgeben.
Dirk Meinzer ist ein postkonzeptueller Künstler und sein Werk besteht aus Malerei, Zeichnung, Objekten, Performances, Installationen, Büchern sowie Assemblagen mit organischem Material wie Teilen von Tieren, Lebensmitteln oder Fäkalien.
Von 2010 bis 2011 hatte er einen professoralen Lehrauftrag an der HFBK Hamburg.
Seit 2018 ist er Lehrbeauftragter für Zeichnung an der HAW Hamburg.
Von 2019 bis 2020 hatte er einen professoralen Lehrauftrag an der HfK Bremen.
Von 2022 bis 2023 hatte er eine Vertretungsprofessur für Experimentelles Transferverfahren an der Staatlichen Akademie der Bildenden Künste Karlsruhe.
Er lebt und arbeitet in Hamburg und Deinste, Niedersachsen.

## Stipendien
- 2001: Stipendium der Studienstiftung des deutschen Volkes für Tansania
- 2004: Zweijähriges Begabtenförderstipendium der HfbK Hamburg
- 2006: Arbeitsstipendium der Stadt Hamburg
- 2009: Stipendium der Sparkassen-Stiftung Stormarn
- 2010: Atelier- und Arbeitsstipendium der AZB Zürcher Bildhauer
- 2011: HAP Grieshaber Stipendium der Stadt Reutlingen
- 2014: Daniel Frese Preis der Leuphana Universität Lüneburg
- 2014: Kunstresidenz, Sommerfrische, Bad Gastein, Österreich
- 2017: Kunstresidenz in Torria, Italien, Burkhard-Vernunft-Reisestipendium der Freien und Hansestadt Hamburg
- 2018: Kunstfond Bonn, Jahresstipendium

## Einzelausstellungen
2019
- "Das blaugrüne Dasein", Städtische Galerie Delmenhorst"

2018
- "Vom WirMeer", mit Axel Heil, Galerie St. Gertrude, Hamburg

2017
- "Der Lange Sommer", Kunstverein Buchholz

2016
- "Gasthaus Sonnenanus", Jérémie Crettol & Dirk Meinzer, Manifesta 11, Cabaret Voltaire, Zürich, Schweiz

- "Zwischen Heu und Gras", mit Rudolf Jahns, Galerie Valentien, Stuttgart

2015
- "Nuancengezwitscher", Galerie St. Gertrude, Hamburg
- ʃtaʦion / Homöostasextase, 2 Friends&Lovers, ADN Pförtnerhaus, Berlin
- Capriccio, in Kooperation mit Peter Stoffel, body and soul contemporan, Genf, Schweiz
- Sublime archaic idols, in Kooperation mit Fernando de Brito, Griffelkunst, Hamburg

2014
- "Der diagnostische Blick", Lanfer, Meinzer, Mörsch, Galerie Brigitte Garde, Berlin

- Odradeks Städtische Galerie, Zeven
- Aktion: volonté générale, mit den JAJAJA´s, 2025 e.V., Hamburg
- Odradeks II, Städtische Galerie Buxtehude

2013
- "Papawata II", Rauchsalon, Secessionen, Wien
- "Wenn das Paradies fliegen lernt...", Kunsthaus Stade, Stade

2012
- "Immer des Nachts... II", Städtische Galerie Reutlingen, Reutlingen
- "Immer des Nachts...", Galerie Feldbuschwiesner, Berlin

2011
- "Supermahlstrom", in Kooperation mit Peter Stoffel, message salon, Zürich
- "Seufzen II", Fritz-Winter-Atelier, Diessen

2010
- "Seufzen", Galerie Olaf Stüber, Berlin
- "Meine Geister und Gespenster", Ferenbalm-Gurbrü Station, Karlsruhe
- "Seks is Meer", Van Abbemuseum, Eindhoven
- "Bin schon weg II", Galerie der Wassermühle, Trittau

2009
- "Sirenenheime", Kunsthalle Göppingen
- "argante abrasdel, Bomba Bomba", in Kooperation mit Anke Wenzel, Kunstverein St. Pauli, Hamburg
- "Wer lange in die Sonne schaut", Ferenbalm-Gurbrü Station, Karlsruhe

2007
- "Lächler", Galerie Olaf Stüber, Berlin

## Bücher (Monographien, Kataloge, Künstlerbücher, Auswahl)
- Sirenenheime, Textem-Verlag, Hamburg, 2010.
- Seufzen II, Textem-Verlag, Hamburg, 2011.
- Sirenenheime / Bin schon weg III, Wunderhorn-Verlag, Heidelberg, 2012.
- Immer des Nachts...II / Wenn das Paradies fliegen lernt... Textem-Verlag, Hamburg, 2012.
- Papawata II, Sensationsverlag, Wien, 2013.
- Nuancengezwitscher, Verlag St. Gertrude, Hamburg, 2015.
- Vom WirMeer, in Kooperation mit Axel Heil, Verlag St. Gertrude, Hamburg, 2018.
- Zum alten Ritter. Tagebücher, Textem-Verlag, Hamburg, 2019.
- ferne nahe ... Welt, Textem-Verlag, Hamburg, 2022.